# Free Malaysia Today
Pour les articles homonymes, voir FMT.
Free Malaysia Today (FMT) est un portail d'information indépendant, spécialisé dans l'actualité malaisienne, créé en 2009. 
C'est l'un des sites d'informations les plus consultés en Malaisie, avec une moyenne de 300 000 visiteurs par jour.
Les informations sont libellées en anglais.